# Bride of the Monster
Bride of the Monster, også kendt som Bride of the Atom, er en amerikansk science-fiction film fra 1955. Skrevet af Alex Gordon og Edward D. Wood Jr. og instrueret af sidstnævnte. Filmen bliver – som andre af Woods film – dyrket for sine enkle effekter og meget poetiske manuskripter. Bride of the Monster indeholder f.eks. en kunstig blæksprutte, der desværre manglede motoren, den dag, filmen blev lavet, så Lugosi og co. måtte selv vride og vende sig med dens fangearme for at få det til at se ud somom de blev spist!
Filmen indeholder desuden en poetisk monolog skrevet specielt til Lugosi af Edward D. Wood Jr., som de fleste Wood-fans "kan i søvne": 
- Home? I have no home... Hunted... Despised... Living like an animal – The jungle is my home. ...But I will show the world that I can be its master. I will perfect my own race of people... A race of atomic supermen which will conquer the world!
Filmen har en selvstændig fortsættelse i filmen Night of the Ghouls.

## Handling
Den excentriske Dr. Eric Vornoff (spillet af Bela Lugosi) tager tolv mænd til fange for at lave et sindssygt eksperiment; ved hjælp af atomkraft vil han skabe overmenneskelige mænd med superkræfter. I bedste Superman-stil er der i plottet indflettet en nysgerrig reporter, Janet Lawton (spillet af Loretta King), som kommer på sporet af historien og som sidenhen selv ender med at spille en rolle i det bizarre hændelsesforløb.

## Pudsigheder
- Da Bela Lugosi fik udleveret manuskriptet med den lange monolog, tvivlede han på om han nu kunne huske den, så for en sikkerhedsskyld tilbød Paul Marco (Kelton i filmen) at sufflere ham. Men da det kom til stykket, gav Lugosi hele monologen i "one take" med efterfølgende bifald fra filmholdet.
- Den kunstige blæksprutte havde egenlig en tilhørende motor, men den havde filmholdet glemt at få med til optagelserne, så de, der blev spist af blæksprutten, måtte selv vride og vende sig for at få det til at se ud, som om de blev spist.

## Medvirkende
- Bela Lugosi – Dr. Eric Vornoff
- Tor Johnson – Lobo
- Tony McCoy – Lt. Dick Craig
- Loretta King – Janet Lawton
- Harvey B. Dunn – Capt. Tom Robbins
- George Becwar – Prof. Vladimir Strowski
- Don Nagel – Det. Marty Martin
- Bud Osborne – Lafe 'Mac' McCrea
- John Warren – Jake Sloane
- Ann Wilner – Tillie
- Dolores Fuller – Margie
- William 'Billy' Benedict – Newsboy
- Ben Frommer – Drunk
- Paul Marco – Officer Kelton
- Conrad Brooks – Suspect Outside Office